# Two for the Zoo
Two for the Zoo (Dos para el zoo) es un corto de animación estadounidense de 1941, de la serie Gabby. Fue producido por los estudios Fleischer y distribuido por Paramount Pictures.

## Argumento
A Lilliput llega, dentro de una gran caja, con destino al Zoológico Real, un ejemplar de una rara especie de marsupial conocida como canguro cuello de goma. Gabby se ofrece para llevar personalmente dicho animalito al zoo. Pero lo que él no sabe es que en realidad está llevando un cachorro de la especie. La ignorada presencia del ejemplar adulto causará divertidas y confusas situaciones.

## Realización
Two for the Zoo es la cuarta entrega de la serie Gabby y fue estrenada el 21 de febrero de 1941. El título alternativo de trabajo fue A to Zoo.